# Barbara McDougall
Barbara McDougall, née le 12 novembre 1937 à Toronto (Canada), est une femme politique canadienne, membre du Parti progressiste-conservateur du Canada. Elle occupe plusieurs fonctions ministérielles au sein du gouvernement de Brian Mulroney, notamment celles de ministre de l'Emploi et de l'Immigration entre 1988 et 1991 et de ministre des Affaires étrangères entre 1991 et 1993. 

## Biographie
Membre du Parti progressiste-conservateur, elle est ministre des Affaires étrangères entre 1991 et 1993. 
Entre 1984 et 1993, elle est députée de la circonscription de St. Paul's.
Le 5 février 1991, elle conclut une entente avec son homologue québécoise Monique Gagnon-Tremblay quant au contrôle des immigrants au Québec. L'Accord Canada-Québec relatif à l'immigration et à l'admission temporaire des aubains (aussi connue sous le nom de Accord Gagnon-Tremblay/McDougall) entra en vigueur en avril de la même année.

## Décoration
- 2000 : officier de l'ordre du Canada